# Linda Maria Koldau

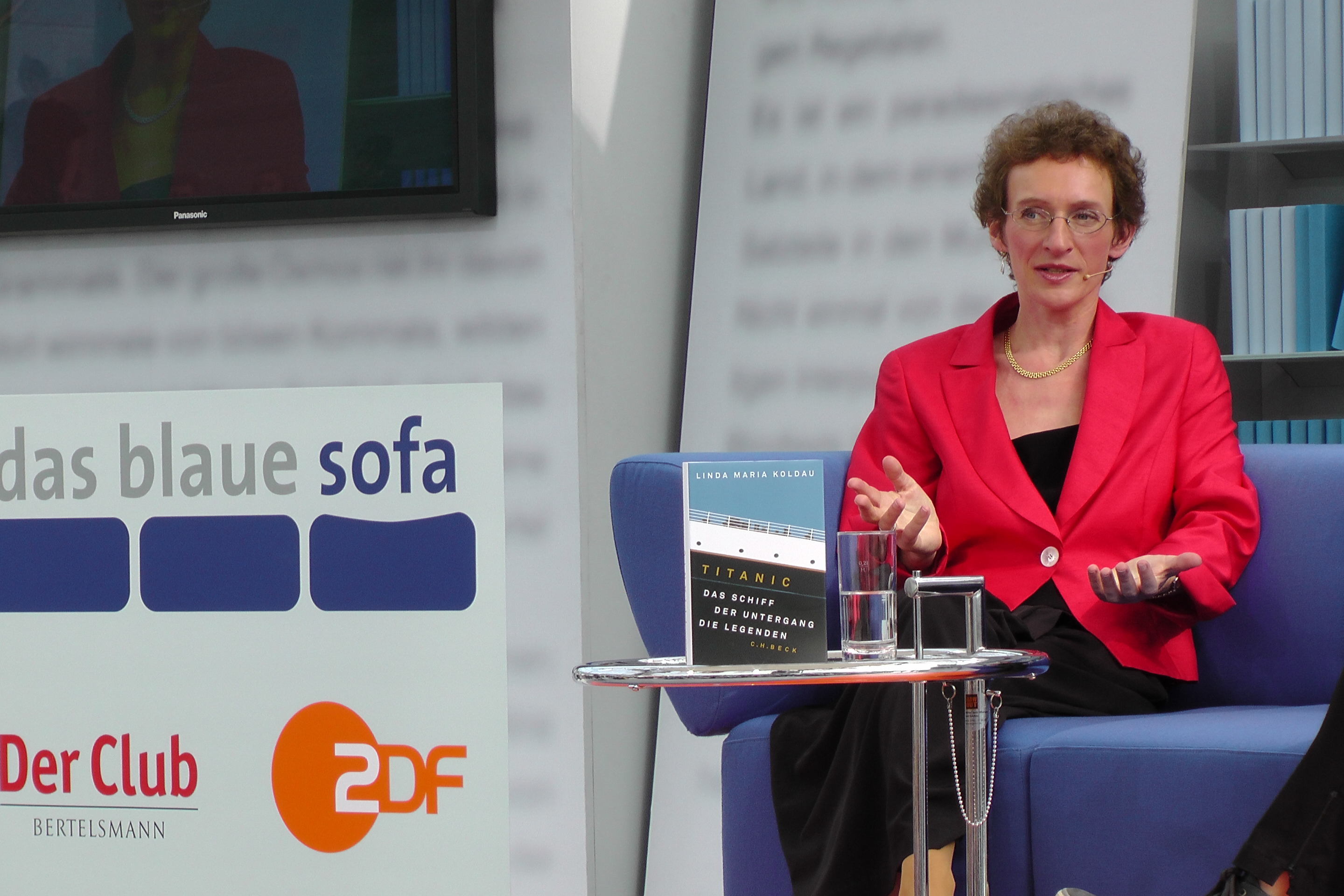
Linda Maria Koldau (2012)

Linda Maria Koldau (* 28. Oktober 1971 in München) ist Professorin für Musikwissenschaft und Kulturgeschichte und freie Unternehmerin. Als Musikwissenschaftlerin hatte sie den Lehrstuhl an der Universität Aarhus inne. Seit 2013 befasst sie sich mit Tierheilkunde und Meerschweinchen und ist als Dozentin und Autorin tätig.

## Wissenschaftliche Karriere
Linda Maria Koldau studierte an der Universität Reading und der Universität Mainz Musikwissenschaft, Amerikanistik und Romanistik. Koldau wurde 2000 an der Universität Bonn über die venezianische Kirchenmusik von Claudio Monteverdi promoviert. 2005 habilitierte sie sich an der Universität Frankfurt am Main mit einer Arbeit über Frauen in der Musikkultur der Frühen Neuzeit. Beide Arbeiten wurden mit Universitätspreisen ausgezeichnet. Von 2006 bis 2008 war sie Lehrstuhlvertreterin und leitete das Institut für Musikwissenschaft an der Universität Frankfurt am Main; 2009 erhielt sie den Ruf auf den Lehrstuhl für Musikwissenschaft und Kulturgeschichte an der Universität Aarhus. Koldau ist Mitglied in mehreren internationalen Forschungsverbänden und interdisziplinären Netzwerken und hat umfassend auf verschiedenen musikwissenschaftlichen und kulturhistorischen Gebieten publiziert. Im Zeitraum von 1992 bis 2002 arbeitete sie nebenberuflich als Musikjournalistin für die Frankfurter Allgemeine Zeitung; seit 1995 verfasst sie Radiosendungen für verschiedene deutsche Kultursender.
In ihrer wissenschaftlichen Arbeit vertritt sie eine interdisziplinäre, kulturgeschichtlich orientierte Musikwissenschaft, die auf der Grundlage umfassender Quellenkenntnis und musikalischer Analyse die Verbindungen zwischen Musik und sozialem Kontext beleuchtet.
2012 kündigte Koldau ihren Lehrstuhl im Protest gegen das ihrer Auffassung nach niedrige Ausbildungsniveau, und gegen die Managementpolitik der Universität Aarhus. Koldau dokumentierte ihre Erfahrungen später in dem dreibändigen dokumentarischen Roman "Jante Universitet".
2013–2014 erhielt Koldau ein Marie Curie Senior Research Fellowship der Gerda Henkel Stiftung. In dieser Zeit arbeitete sie am Historischen Seminar der Universität Kiel an einem Projekt über gesellschaftliche Konsequenzen großer Flutkatastrophen. Von 2013 bis 2017 gehörte Koldau als externe Forschungsprofessorin dem Institut für Kulturgeschichte am Historischen Seminar der Universität Utrecht an.

## Unternehmerin
2013 gründete Koldau ihr eigenes Seminarunternehmen, die "Akademie an der Steilküste". Angeschlossen ist die Textagentur "Ehrenwort".

## Tierheilpraxis und Verhaltensforschung
2015–17 absolvierte Koldau an der Akademie für Tiernaturheilkunde ATM GmbH eine Doppelausbildung zur Tierheilpraktikerin und Tierphysiotherapeutin. Seit 2016 arbeitet sie nebenberuflich als Lehrbuchautorin und Dozentin für Anatomie an dieser Akademie. Ihr Spezialgebiet sind Hausmeerschweinchen (Cavia porcellus), zu denen sie auch publizierte.

## Forschungsgebiete Musikwissenschaft und Kulturgeschichte
- Claudio Monteverdi
- geistliche Musik und Frömmigkeitskultur des Spätmittelalters und der Frühen Neuzeit
- Klosterkultur des Mittelalters
- historische Frauenforschung
- das Oratorium im 19. Jahrhundert
- Musik und Nationalismus
- moderne Mythen (insbesondere U-Boote und Titanic)
- Filmmusik

## Forschungsgebiete Tierheilpraxis und Verhaltensforschung
- Hausmeerschweinchen (Cavia porcellus)
- komplementäre Heilmethoden für Nager und Kaninchen
- Anatomie des Bewegungsapparats
- Methoden der Tierphysiotherapie

## Buchpublikationen
- Die venezianische Kirchenmusik von Claudio Monteverdi. Bärenreiter, Kassel 2001, ISBN 3-7618-1570-0 (Zugleich Dissertation an der Universität Bonn 2001).
- Frauen – Musik – Kultur. Ein Handbuch zum deutschen Sprachgebiet der Frühen Neuzeit. 2. Auflage. Böhlau, Köln / Weimar / Wien 2005, ISBN 3-412-24505-4.
- Die Moldau. Smetanas Zyklus „Mein Vaterland“. Böhlau, Köln/Weimar 2007, ISBN 978-3-412-15306-9.
- Mythos U-Boot. Steiner, Stuttgart 2010, ISBN 978-3-515-09510-5.
- als Herausgeberin: Passion und Ostern in den Lüneburger Klöstern. Kloster Ebstorf, Ebstorf 2010, ISBN 978-3-926655-11-0.
- Titanic. Das Schiff, der Untergang, die Legenden. Beck, München 2012, ISBN 978-3-406-62424-7.
- The Titanic on Film: Myth versus Truth. McFarland, Jefferson, NC 2012, ISBN 978-0-7864-6311-4.
- Jante Universitet. Episoder fra livet bag murene. (Jante Universität. Episoden aus dem Leben hinter den Mauern). Band 1: Den skønne facade. (Die schöne Fassade). Band 2: Uddannelseskatastrofen. (Die Bildungskatastrophe). Band 3: Totalitære strukturer. (Totalitäre Strukturen). Tredition, Hamburg 2013. (Band 1, ISBN 978-3-8495-2491-3). (Band 2, ISBN 978-3-8495-2496-8).  (Band 3, ISBN 978-3-8495-0266-9).
- Tsunamis. Entstehung – Geschichte – Prävention. (= C. H. Beck Wissen. Band 2770). Beck, München 2013, ISBN 978-3-406-64656-0.
- "Teresa von Avila". Agentin Gottes 1515–1582. Eine Biographie. C. H. Beck, München 2014, ISBN 978-3-406-66870-8.[2]
- Meerschweinchen. Haltung, Beschäftigung, Verhalten und Gesundheit. Kosmos, Stuttgart 2017, ISBN 978-3-440-14702-3.
- What Is “Professional Musicology”? – And Does It Have a Future? Mini Science Series. Kindle Edition, 2016.
- Hausmeerschweinchen Ethologie, Haltung, Pflege. 4 Bände. ATN GmbH, Dürnten/CH 2017 (Akademie-internes Lehrbuch).
- Das beste Meerschweinchen der Welt. Mit Bildern von Hannah Hugger (Kinderbuch). Tredition, Hamburg 2019.

## Organisation internationaler Tagungen
- Passion und Ostern in den Lüneburger Klöstern, VIII. Ebstorfer Kolloquium, Kloster Ebstorf, 25.–28. März 2009
- Internationale Monteverdi-Interpretationen: Wissenschaft – Praxis – Vermittlung, Universität Frankfurt am Main, 2.–4. Juli 2009[3]
- Anden Verdenskrig i dansk kulturliv 1940–2010, Aarhus Universitet, 22.–23. April 2010[4]
- Weltbild und Lebenswirklichkeit in den Lüneburger Klöstern, IX. Ebstorfer Kolloquium, Kloster Ebstorf, 23.–26. März 2011.[5]
- Music and the Formation of National Identity, Aarhus Universitet, Juni 2011.
- Verantwortliches Management: Erfolgsmodell Kloster, Kloster Ebstorf, 24.–25. März 2020.